# Віто Паллавічіні
Віто Паллавічіні (італ. Vito Pallavicini; 20 квітня 1924, Віджевано — 16 серпня 2007, там само) — італійський поет-пісняр.

## Біографія
Народився у Віджевано 22 квітня 1924 року. Отримавши диплом бакалавра в галузі хімічного машинобудування, в 1946 році почав співпрацювати з однією з газет — щотижневій місцевій хроніці, присвятивши себе журналістиці. 22 квітня 1959 року під час святкування з друзями свого дня народження, один з них — маестро Піно Массара, повідомив йому, що один музичний лейбл шукає поета-пісняра. Паллавічіні в короткий час написав текст, хоча до цього моменту він ніколи не писав пісні.
За своє творче життя створив близько п'яти тисяч віршованих творів. Більше сотні з них популярні в Італії, деякі, будучи перекладені англійською мовою, стали відомі в усьому світі. Пісні на вірші Віто Паллавічіні виконували Мірей Матьє, Елвіс Преслі, Джо Дассен, Тото Кутуньйо, Адріано Челентано, Джанні Моранді, Аль Бано, Патті Право, Кармен Віллані. У виконанні багатьох італійських співаків ці пісні неодноразово звучали в Санремо і на інших музичних фестивалях. Незважаючи на те, що його впродовж довгих років називали «королем Сан-Ремо», вів непублічне життя в рідному місті, де і помер 16 серпня 2007 року.

## Джерело
- Сторінка в інтернеті [Архівовано 11 січня 2016 у Wayback Machine.]